# Carl Lorenz Sachau
Carl Lorenz Theodor Johannes Sachau (* 12. Dezember 1823 in Glückstadt; † 15. August 1882 in Kiel) war Landkriegskommissar, Auditeur, Gerichtshalter und Stadthauptmann von Ratzeburg. Er begründete das Vaterländische Archiv für das Herzogtum Lauenburg.

## Leben
Sachaus mütterliche Familie lässt sich in der Glückstädter Gegend bis zum Anfang des 17. Jahrhunderts zurückverfolgen. Die Vorfahren seines Vaters stammten aus dem Kirchspiel Nortorf. Sein Vater war Oberst Hans-Joachim von Sachau, gefallen nach der Schlacht bei Kolding 1849. Ebenfalls ist sein Sohn und Adjutant, Hauptmann Sachau und Bruder von Carl Lorenz in der Schlacht bei Kolding mit nur 22 Jahren gefallen.
Seine Mutter ist Charlotte von Wasmer (Wasmer-Palais in Glückstadt), eine Tochter Henriettes von Borby aus dem Hause von Brockdorff. Ein Nachfahre ist Brigadegeneral der Bundeswehr a. D.
Mit 25 Jahren kam Sachau nach Lauenburg und wurde dort zum Landkriegskommissar bestellt. Er stand in dänischen Diensten und hatte eine Art technische Aufsicht über die Justizsachen, was die Armee anging, und war somit königlicher Beamter.
1852 heiratete er die aus Kiel stammende Marie Anna Helene Schmidt, Tochter des Bürgers und Kaufmanns Christian Jürgen Schmidt. Das Ehepaar Sachau hatte im Laufe der Zeit sieben Kinder, von denen zwei im Säuglingsalter verstarben.
Nach dem Ende der bürgerlichen Revolution von 1848 wurde Sachau Bataillons-Auditeur, also wiederum technischer Helfer in Kriegsgerichtssachen, und übernahm nach dem Ableben des Justizrates Sponagel im Jahre 1856 an dessen Stelle das „Justitiariat der Adeligen Güter Niendorf/St., Niendorf/Schaalsee, Kulpin, Rondeshagen, Bliestorf, Grinau, Kastorf und Tüschenbek“. Das bedeutet, dass er im Auftrag der jeweiligen Gutsherrschaft die Patrimonialgerichtsbarkeit auf den Gütern ausübte.
Zehn Jahre später, im Jahre 1866, wurde Sachau dann Stadthauptmann von Ratzeburg.

## Vaterländisches Archiv für das Herzogtum Lauenburg
Noch während seiner Zeit als Landkriegskommissar muss ihm der Gedanke gekommen sein, für dieses Herzogtum eine Zeitschrift herauszugeben, die sich mit dessen Geschichte befasst. Das ist die Zeit, in der Adolf von Duve an seiner „Staatsgeschichte“ arbeitete und Linsen die Herausgabe eines Statistischen Handbuches plante. Das zeigt, dass es Personen gab, denen es ein Anliegen war, das Wissen über das Land zu verbreiten. Das lag durchaus im Trend der Zeit, denn auch überregional versuchten sich damals historische Zeitschriften zu etablieren.
Im Vorwort zum ersten Band des Vaterländischen Archivs für das Herzogthum Lauenburg (VAL), der 1857 erschien, gibt Sachau eine kurze, sehr allgemeine Analyse des gegenwärtigen Zustandes im Herzogtum. Ausgehend von einem Fortschrittsglauben, der als aufgeklärter Konservatismus bezeichnet werden kann, warf er der Verwaltung vor, „dass sie in manchen Punkten zu starr an dem einmal Vorhandenen gehalten hat“ und damit eine Weiterentwicklung verhindert habe. So kommt Sachau zu der Schlussfolgerung, dass in Lauenburg ein „vieljähriger Stillstand“ zu beobachten sei. Ganz ähnlich sprach Bismarck knapp zehn Jahre später von dem Miniaturbild des Mittelalters, dem Lauenburg noch zu Beginn der zweiten Hälfte des 19. Jahrhunderts entspräche. Aber gleichzeitig wollte Sachau mit den Beiträgen in der neuen Zeitschrift auch nichts berühren und anregen, „was mit dem tiefinnersten Wesen Lauenburgischer Eigenthümlichkeit in Widerspruch stehe“.
Im dritten Band beschäftigt sich der damalige Direktor der Lauenburgischen Gelehrtenschule C. L. E. Zander, der mit der Stiftung seiner privaten Bibliothek einen wesentlichen Grundstein der umfangreichen Bibliothek der Schule gelegt hat, mit der Franzosenzeit in Lauenburg, die nach ihm noch mehrfach aufgegriffen wurde. Mit diesem Beitrag wurde die Moderne erreicht, und in der Tat erschien der Band im Jahre 1863, das heißt genau 50 Jahre nach der Völkerschlacht bei Leipzig, ohne dass dieses Ereignis jedoch auch nur annäherungsweise so gefeiert wurde, wie 1913 im Zeichen des übersteigerten Nationalismus.
Im Schlusswort des ersten Bandes rief Sachau zur Mitarbeit an der Zeitschrift auf: „Mögen die mit den Landesverhältnissen vertrauten Männer, deren Zahl keine geringe ist, dem Archiv ihre thatkräftige Unterstützung nicht fehlen lassen, damit dasselbe, durch gemeinsame Thätigkeit gehoben, auch diejenige Gemeinnützlichkeit erreiche, welche die Thätigkeit Weniger ihm zu verleihen nicht vermag, und welche doch als wesentlicher Zweck dies Unternehmen ins Leben gerufen hat.“

## Beurteilung
„Ein Nichtlauenburger machte sich 1857 an ein Unterfangen, für dieses kleine, selbständige Herzogtum Lauenburg eine Geschichtszeitschrift herauszugeben. Aufgrund seiner beruflichen Tätigkeit war er mit den regionalen Verhältnissen einigermaßen vertraut, jedenfalls so sehr, dass er es als lohnenswert ansah, die Historie dieses Landes in einer eigens dazu herauszugebenden Zeitschrift zu veröffentlichen. Er fand dafür auch Autoren, die sich mit unterschiedlichen Zeitabschnitten beschäftigten. Diese Beiträge sind in aller Regel fundiert, auch wenn sie in der Form nicht heute üblichen wissenschaftlichen Ansprüchen genügen.
Ganz offenbar haben finanzielle Schwierigkeiten den Herausgeber 1863 dazu gezwungen, das Erscheinen der Zeitschrift einzustellen. Nicht immer waren die Subskribenten auch verlässliche Zahler. Das VAL wäre damit sogar noch um zwei Jahre älter als die ‚große‘ Historische Zeitschrift, die, von Sybel begründet, im Jahre 1859 zum ersten Male erschien. Leider hat die regionale politische Elite mit ihrer Ablehnung einer insgesamt geringen finanziellen Unterstützung mit zu dem Ende beigetragen. Damit wurde eine Chance vertan, eine Tradition zu begründen, auf die man heute bei mancher Gelegenheit sicher gerne zurückblickte.“

## Werke
- Vaterländische Archiv für das Herzogthum Lauenburg.
  - Band 1, Ratzeburg 1857 (Volltext)
  - Band 2, Ratzeburg 1860 (Volltext)
  - Band 3, Ratzeburg 1863 (Volltext).